# S-GPS
 (septembre 2012).
Si vous disposez d'ouvrages ou d'articles de référence ou si vous connaissez des sites web de qualité traitant du thème abordé ici, merci de compléter l'article en donnant les références utiles à sa vérifiabilité et en les liant à la section « Notes et références ».
S-GPS (acronyme anglais de Simultaneous GPS, GPS simultané) est un système d'amélioration de la géolocalisation par satellite, reposant en partie sur l'opérateur de téléphonie mobile.
Habituellement, un périphérique GPS intégré est utilisé pour déterminer la localisation à la suite d'un appel émis par les téléphones CDMA. En utilisant un schéma temporel multiplexé appelé TM-GPS, la réception de l'appel téléphonique et le signal GPS sont reçus en alternance l'un après l'autre ne requérant qu'une seule émission radio.